# Charles Rostaing
Pour les articles homonymes, voir Rostaing.
Charles Rostaing, né le 9 octobre 1904 à Istres dans le département des Bouches-du-Rhône et mort le 24 avril 1999 à Saint-Mitre-les-Remparts dans le même département, est un linguiste français, spécialiste de la toponymie.

## Biographie

### Jeunesse et études
Charles Rostaing effectue ses études secondaires au lycée Thiers. De 1923 à 1926, il est étudiant à l'université d'Aix-en-Provence, où il a pour professeurs Georges Lote et Émile Ripert ;  en 1928, il est reçu à l'agrégation de grammaire.

### Parcours professionnel
Charles Rostaing est un des spécialistes les plus connus de la toponymie française en général et provençale en particulier au XXe siècle.
De 1934 à 1946, il est professeur de lycée à Alès, Toulon et Nice, puis à Paris. En octobre 1946, il est nommé chargé d’enseignement de langue et littérature provençales à la Faculté des Lettres d’Aix-en-Provence ; en 1947, il soutient sa thèse Essai sur la toponymie de la Provence : depuis les origines jusqu'aux invasions barbares.
Il est alors nommé maître de conférences, puis, en 1948, professeur de langue et littérature françaises classiques, avant de succéder à Auguste Brun (de), en 1952, dans la chaire de Langues romanes, qu’il occupe jusqu’à son départ pour la Sorbonne en 1967. Il y est directeur du Centre d’enseignement et de recherche d'oc de 1967 à 1974.
Majoral du Félibrige en 1952, il en fut le neuvième capoulié (président) de 1956 à 1962.
Il a appartenu au comité de patronage de Nouvelle École.

## Œuvre

### Charles Rostaing seul
- Les Noms de lieux, Presses universitaires de France, coll. Que sais-je ?, 1re édition 1945 ; 7e édition 1969 ; réédité en 1992
- Essai sur la toponymie de la Provence, Éditions D'Artrey, Paris, 1950
- Essai sur la toponymie de la Provence (depuis les origines jusqu’aux invasions barbares), Laffitte Reprints, Marseille, 1973 (1re édition 1950)
- Frédéric Mistral : L'homme révélé par ses œuvres Éditions Jeanne Laffitte, Marseille, 1987
- Essai sur la toponymie de la Provence, Éditions Jeanne Laffitte, Marseille, 1994

### En collaboration
- [Dauzat & Rostaing 1963] Albert Dauzat et Charles Rostaing, Dictionnaire étymologique des noms de lieux en France, éd. Larousse, 1963 (réimpr. 1978 (Guénégaud) 1984, 1989), 738 p. (OCLC 299732199).
- Charles Rostaing et René Jouveau, Précis de littérature provençale, Saint-Rémy-de-Provence, 1972
- Albert Dauzat, Gaston Deslandes et Charles Rostaing, Dictionnaire étymologique des noms de rivières et de montagnes en France, Klincksieck, 1978

## Hommages
En hommage à Charles Rostaing, la municipalité de Saint-Mitre-les-Remparts donne son nom à la bibliothèque municipale le 7 Mai 1994.